# The Sheltering Sky
The Sheltering Sky (El cielo protector en España, Refugio para el amor en Argentina), es una película dramática de 1990 dirigida por Bernardo Bertolucci y protagonizada por Debra Winger y John Malkovich. El filme está basado en la novela homónima del escritor Paul Bowles, quien aparece en la película como narrador. La película tiene un tema existencial; el cielo protector del Sáhara nos separa de la nada. Fue rodada en Marruecos, Argelia, y Niger.

## Sinopsis
Una pareja de neoyorquinos viaja a África en busca de nuevas experiencias que puedan dar un nuevo sentido a su relación. En 1947, Port y Kit Moresby llegan en barco al norte de África. Tras diez años de matrimonio, para esta sofisticada pareja norteamericana resulta difícil la convivencia. Port, un músico que lleva un año sin trabajar, busca en el desierto una fuente de inspiración y nueva savia para un matrimonio que se muere, mientras Kit, cansada de viajar, espera que un milagro le devuelva a su marido. Tienen un compañero de viaje, George Tunner, un joven rico y mundano, fascinado por los Moresby y atraído especialmente por Kit. Port, que se define insistentemente como un viajero y no como un turista corriente, no está muy seguro de su destino, pero está decidido a dejar atrás el mundo moderno, por lo que finalmente ambos se adentran en el Sáhara esperando encontrarse también a sí mismos. Hay tensión amorosa entre Kit y Tunner, y Port acude a una prostituta. Entran en el desierto, por etapas cada vez más primitivas, y Tunner no viaja con la pareja. En un fuerte francés, Port se muere de fiebre tifoidea. Kit pide ayuda de una caravana que pasa y se convierte en amante de uno de los directores de la caravana, quien la lleva a la África negra y la encierra en el gallinero de su casa. Es rescatada por el consulado norteamericano.

## Traducciones
- Bowles, Paul. El cielo protector, trad. Nicole d'Amonville Alegría (Seix Barral, 2006, Galaxia Gutenberg, 2015)